# Foufflin-Ricametz
Foufflin-Ricametz is een gemeente in het Franse departement Pas-de-Calais (regio Hauts-de-France) en telt 135 inwoners (1999). De plaats maakt deel uit van het arrondissement Arras.

## Geografie
De oppervlakte van Foufflin-Ricametz bedraagt 3,0 km², de bevolkingsdichtheid is 45,0 inwoners per km².
De onderstaande kaart toont de ligging van Foufflin-Ricametz met de belangrijkste infrastructuur en aangrenzende gemeenten.

## Demografie
Onderstaande figuur toont het verloop van het inwonertal (bron: INSEE-tellingen).